# Fabiranum

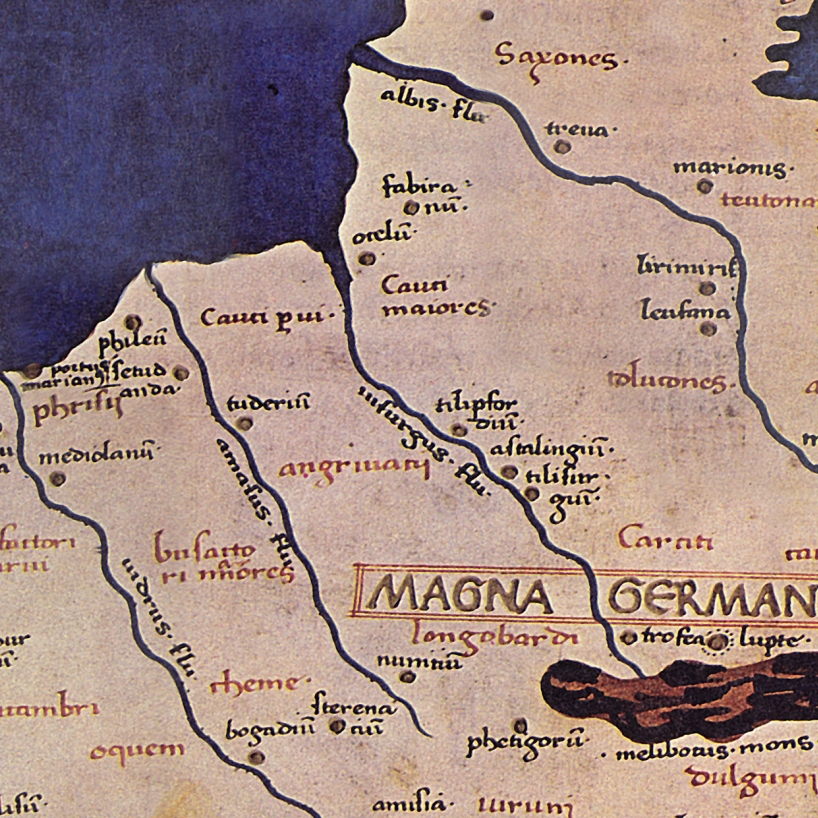
Lage von Fabiranum nach Ptolemaios

Heidenstatt (ab 1886 Heidenschanze) am Schnittpunkt der Sieverner Aue und dem alten Postweg in der Karte von 1832

Fabiranum (altgriechisch Φαβίρανον Phabiranon) ist ein Ortsname, der von Ptolemaios in seinem um das Jahr 150 erstellten Koordinatenwerk Geographia (Ptolemaios 2, 11) als einer der im nördlichen Germanien, in der Nähe der Meeresküste liegenden Orte (πόλεις) mit 31° 30' Länge (ptolemäische Längengrade) und 55° 20' Breite angegeben wird.

## Lokalisation
Bisher konnte der laut Ptolemaios in der Germania magna befindliche Ort nicht sicher lokalisiert werden. Ein interdisziplinäres Forscherteam um Andreas Kleineberg, das die ptolemäischen Koordinaten von 2006 bis 2009 neu untersuchte und interpretierte, lokalisiert zurzeit Fabiranum auf dem Gebiet der Heidenschanze bei Sievern in Niedersachsen. Die Ringwallanlage bei Sievern entstand etwa um 50 v. Chr., die jüngsten Wallreste sind auf das Jahr 79 n. Chr. datiert. Sie lag – vermutlich als ein Umschlagplatz des Seehandels während der römischen Kaiserzeit – am Schnittpunkt zweier wichtiger Verkehrspunkte. Eine alte Handelsstraße, zu dieser Zeit von großer Bedeutung, kreuzte hier die damals noch schiffbare Sieverner Aue nahe der Nordseeküste.